# Pramlintyd
Pramlintyd – lek hipoglikemiczny stosowany, w formie octanu, do leczeniu cukrzycy u pacjentów, u których dotychczasowe leczenie insuliną nie przynosi wyrównania kontroli glikemii. 16 marca 2005 został zarejestrowany i dopuszczony przez Agencję Żywności i Leków do stosowania w Stanach Zjednoczonych w leczeniu cukrzycy 1 i 2 typu.
Pramlintyd jest analogiem amyliny, hormonu wydzielanego przez trzustkowe komórki β (te same komórki są odpowiedzialne za wydzielanie insuliny). Jego działanie hipoglikemiczne polega na spowalnianiu opróżniania żołądka oraz hamowaniu wytwarzania glukagonu w mechanizmie zależnym od glukozy. Stosowanie go pozwala na poprawę kontroli wyrównania cukrzycy, przejawiającą się spadkiem poziomu hemoglobiny glikowanej o 0,5–0,7 punktu procentowego.
Pramlintyd podaje się w postaci zastrzyków podskórnych, zwykle 3 razy na dobę, przed posiłkami. W trakcie jego przyjmowania często (do 30%) występują nudności, natomiast pozytywnym skutkiem ubocznym jest spadek masy ciała (około 1,5 kg w ciągu pół roku).
Na rynku amerykańskim jest zarejestrowany pod nazwą Symlin.